# Swift Engineering
Swift Engineering – amerykańskie przedsiębiorstwo inżynieryjne, budujące inteligentne systemy i zaawansowane pojazdy, w tym m.in. systemy autonomiczne, helikoptery, okręty podwodne, statki kosmiczne, pojazdy naziemne oraz zrobotyzowane i zaawansowane kompozyty. Spółka produkuje również samochody wyścigowowe różnych serii wyścigów z otwartymi kołami dla Formula Ford, Formula Atlantic, Champ Car World Series, Formula Nippon. Prezesem i dyrektorem generalnym spółki jest Hiro Matsushita, wnuk założyciela Panasonic.